# Dorfkirche Nimritz

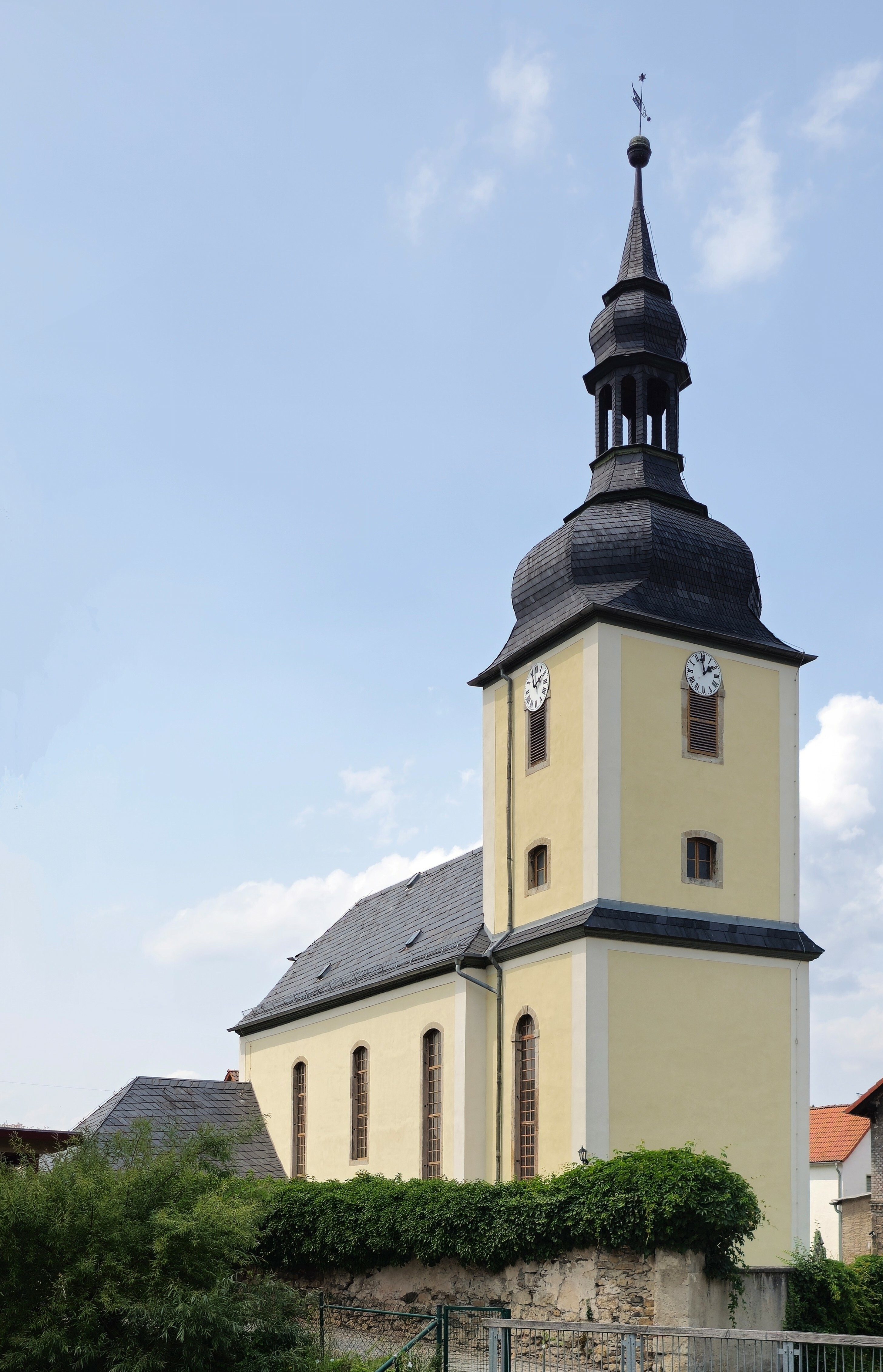
Dorfkirche Nimritz

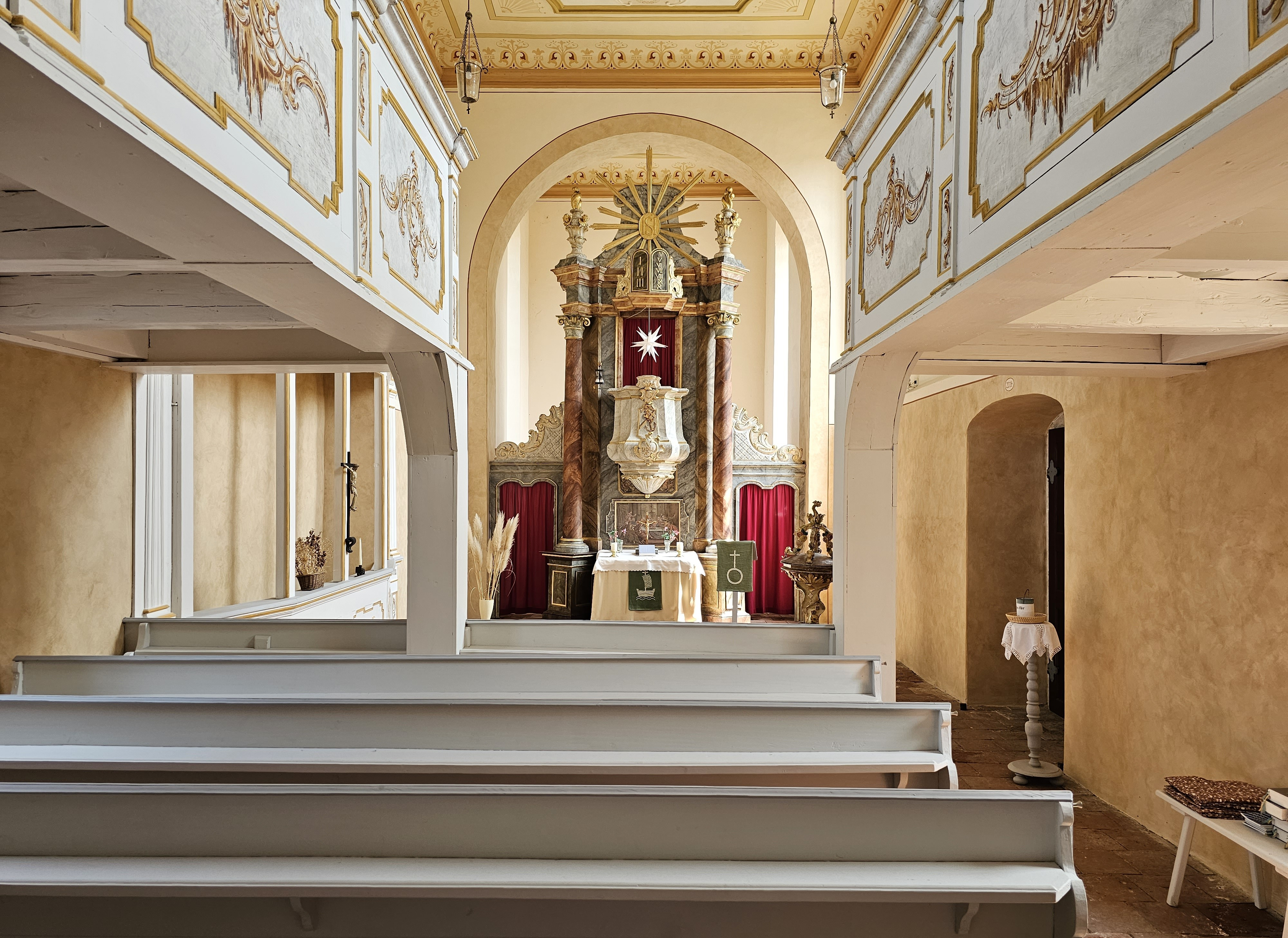
Innenraum (2023)

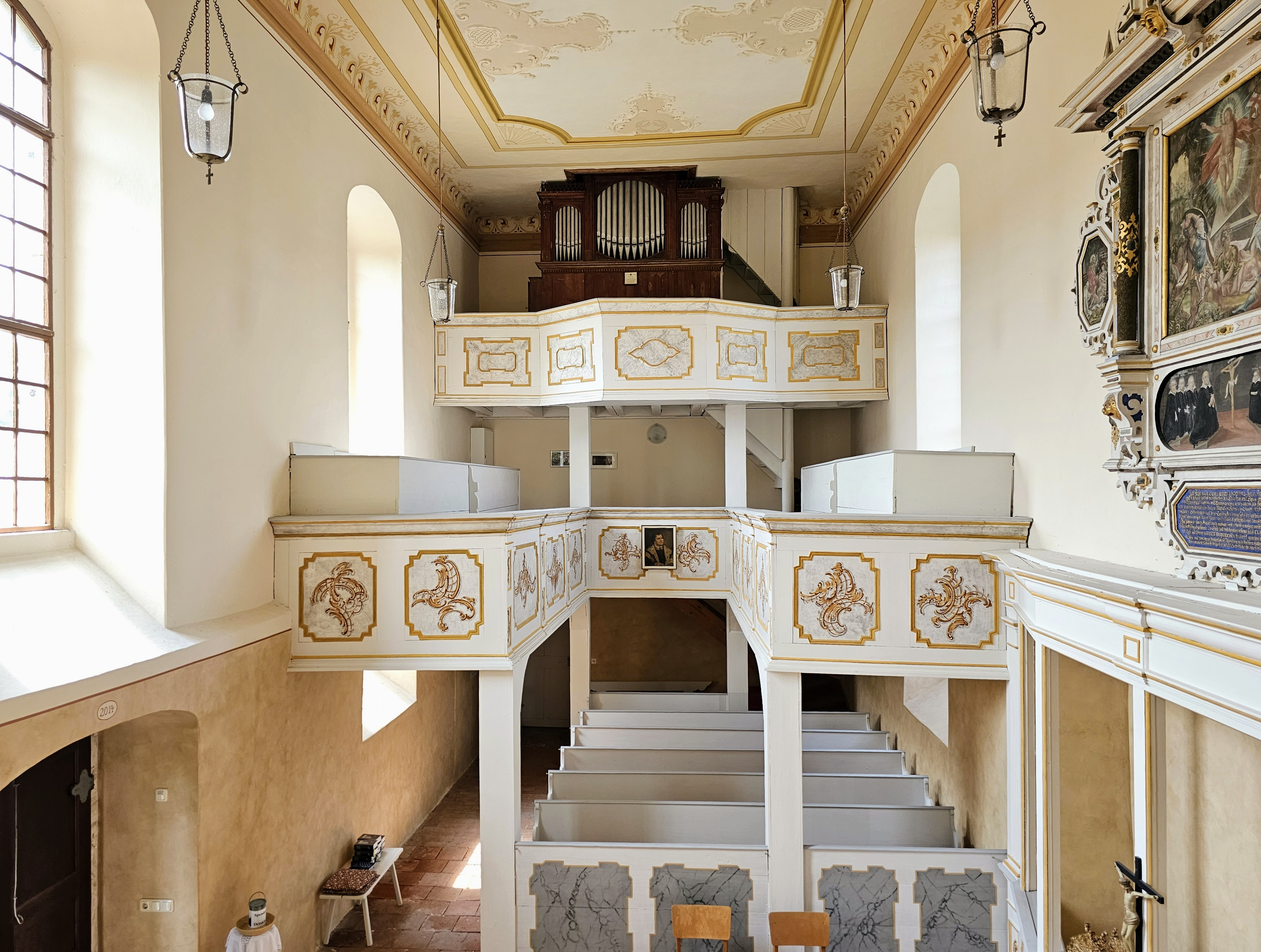
Blick zur Orgel

Die Dorfkirche Nimritz steht in der Gemeinde Nimritz in der Verwaltungsgemeinschaft Oppurg im Saale-Orla-Kreis in Thüringen.

## Geschichte
Das Datum des Baus eines ersten Gotteshauses ist unbekannt. Zwei Glocken sind mit 1670 und 1714 datiert. An der Kanzelwand des heutigen Gebäudes steht das Datum 1753; in dem Jahr wurde die Kirche grundlegend erneuert.
Innen am Triumphbogen steht die Jahreszahl 1908, dem Zeitpunkt einer Renovierung. Das Schiff besitzt eine Rokokodecke und beherbergt den Kanzelaltar mit Kanzelkorb. Dieser zeigt das IHS-Monogramm. Das vormals kaum noch zu erkennende Bild in Rötelmalerei vom letzten Abendmahl über der Altarplatte wurde restauriert. Im Raum befinden sich Darstellungen von Kreuz, Kelch und Anker sowie eine zweiteilige Sanduhr.
Die Orgel wurde 1919 aus Sättelstädt nach Nimritz umgesetzt. Sie besitzt 8 Register auf einem Manual und Pedal.
Die Glocke von 1714 musste 1949 neu gegossen werden, nachdem sie 1942 abgenommen wurde um sie einzuschmelzen und dabei einen Sprung erhielt.
Umfangreiche Restaurierungsarbeiten erfolgten bis 2016.